# Argumentum ad hominem
Argumentum ad hominem (lat. „argument k člověku“) je argument, kterým se diskutující snaží vyvrátit oponentovo tvrzení poukazováním na jeho názory či jednání, případně i na jeho skutečné či domnělé nedostatky. Argument ad hominem se obvykle považuje za demagogický a neplatný.

## Diskuse

Argument ad hominem na rozdíl od argumentů věcných (ad rem) se obvykle považuje za demagogický a neplatný, v některých kontextech, například v diskusi o etice, ale může dávat smysl poukaz na protivníkovo pokrytectví. Použití v takových diskusích hájil například Charles Taylor.
U argumentu ad hominem rozlišujeme řadu typů, jedním z nich může být například tzv. otrávení studny (poisoning the well), kdy je pověst řečníka poškozena v předstihu, ještě než se dostane k publiku.
- „Rád bych jen připomněl, než vyslechnete mého oponenta, že již předtím byl trestně stíhán.“

Arthur Schopenhauer rozlišil argumenty ad hominem (které mohou být v některých případech platné) a ad personam („k osobě“):
- Argumentum ad hominem (nebo ex concessis) „hledáme v nějakém tvrzení odpůrcově, zda snad není v nějakém, třeba jen zdánlivém rozporu s něčím, co byl dříve pronesl nebo připustil, či se zásadami školy či sekty, které chválil nebo s nimiž vyslovil souhlas, anebo s činy stoupenců této sekty, nebo třeba jen s nepravými a zdánlivými jejími stoupenci, či s jeho vlastními skutky a chováním.“
- Argumentum ad personam: „Pozorujeme-li, že odpůrce nás předčí a že nedostaneme za pravdu, pak buďme osobní, urážliví, hrubí […] přecházíme od předmětu sporu […] k odpůrci a nějak napadneme jeho osobu.“[2]

Americký filosof D. Walton rozlišuje následující typy použití, které mohou být platné a ve vědecké i filosofické diskusi se občas vyskytují:
- argument typu „X je špatný člověk, tudíž je jeho názor mylný“ je logicky chybný (non sequitur); vyznačuje se tím, že zpochybňuje všechny argumenty X;
- argument, že „X je lhář, chybí mu potřebné schopnosti nebo morální vlastnosti“, nemusí znamenat logickou chybu a je-li toto tvrzení pravdivé, může argumenty X skutečně zpochybnit;
- argument, že „X je zaujatý“, také není logicky chybný;
- podobně argument, že „X káže vodu a pije víno“ může mít například v etické diskusi značnou váhu.